# Laïcité, Inch'Allah !

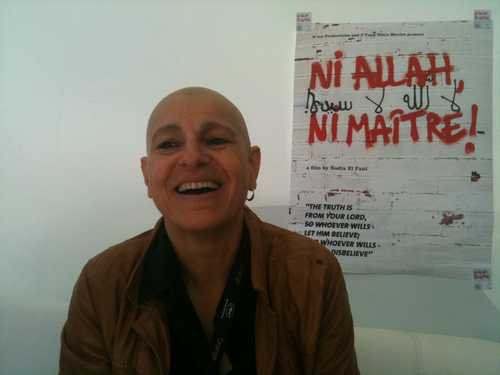
Nadia El Fani devant la première affiche du film.

Laïcité, Inch'Allah ! est un documentaire franco-tunisien réalisé par Nadia El Fani et sorti en 2011. Il a d'abord été intitulé Ni Allah, ni maître ! avant d'être renommé à la suite de la polémique suscitée.
Il évoque le rapport de la population tunisienne à l'islam et l'aspiration de toute une partie de la population à une Constitution laïque dans le contexte du renversement de la dictature de Zine el-Abidine Ben Ali lors de la révolution de 2011.
Nadia El Fani se fait agresser par un islamiste durant le tournage sur un marché. Le 26 juin 2011, une cinquantaine d'islamistes attaque un cinéma, tabasse le directeur de la salle et menace le père de Nadia El Fani d'égorgement avant d'être arrêtés.
En Italie, le film est traduit et distribué par l'Union des athées et des agnostiques rationalistes,, celle-ci étant dans l'impossibilité de trouver une autre société de distribution cinématographique disponible.
Faouzia Charfi note qu'un entretien de Nadia El Fani à la chaîne Hannibal TV à propos de son film Laïcité, Inch'Allah ! a été tronqué pour l'attaquer et « appeler à la haine ». À l'issue de ce film, la réalisatrice franco-tunisienne reçoit le prix de la laïcité organisée par le Comité Laïcité République.

## Fiche technique
- Titre : Laïcité, Inch'Allah !
- Réalisation : Nadia El Fani
- Image : Fatma Sherif
- Montage : Jeremy Leroux
- Musique originale : Imed Alibi, Toufic Farroukh, Bayrem Kilani, Emel Mathlouthi, Neshez, Ziad Rahbani
- Production : Nadia El Fani, David Kodsi, Jan Vasak
- Sociétés de production : K'Ien Productions, Z'Yeux Noirs Movies
- Distributeur : Jour2Fête (France, sortie en salles)
- Pays :  France,  Tunisie
- Format : couleur
- Durée : 72 minutes
- Dates de sortie :
  - France : 18 mai 2011 (Festival de Cannes ; hors compétition)[7] ; 21 août 2011 (Rencontres de cinéma de Gindou) ; 21 septembre 2011 (sortie nationale)
  - Belgique : 1er octobre 2011 (Festival international du film francophone de Namur)